# Foncteur Hom
En mathématiques, plus précisément en théorie des catégories, le foncteur Hom est un foncteur associé aux morphismes de la catégorie des ensembles. Il est central en théorie des catégories, notamment du fait de son rôle dans le lemme de Yoneda et parce qu'il permet de définir le foncteur Ext.

## Définition
Soit {\displaystyle {\mathcal {C}}} une catégorie localement petite. Pour tout couple d'objets A et B dans cette catégorie, un morphisme {\displaystyle f:A\to B} induit, pour tout objet X, une fonction
{\displaystyle f\circ -:\mathrm {Hom} (X,A)\to \mathrm {Hom} (X,B)}.
On peut alors définir :
- le foncteur Hom covariant {\displaystyle \mathrm {Hom} (X,-):{\mathcal {C}}\to {\mathsf {Set}}} (correspondant aux foncteurs représentables) ;
- le foncteur Hom contravariant {\displaystyle \mathrm {Hom} (-,X):{\mathcal {C}}^{\mathrm {op} }\to {\mathsf {Set}}} ;
- le bifoncteur Hom covariant {\displaystyle \mathrm {Hom} (-,-):{\mathcal {C}}^{\mathrm {op} }\times {\mathcal {C}}\to {\mathsf {Set}}.}

Le lemme de Yoneda caractérise la forme des transformations naturelles entre foncteurs Hom.
Certains catégories possèdent un bi-foncteur similaire à Hom, mais ayant la catégorie elle-même pour codomaine :
{\displaystyle [-,-]:{\mathcal {C}}^{\mathrm {op} }\times {\mathcal {C}}\to {\mathcal {C}}.}
On parle dans ce cas de foncteur Hom interne et on dit qu'il s'agit d'une catégorie fermée. Le foncteur d'oubli permet de retrouver le foncteur Hom « externe » à partir du foncteur Hom interne, ce qui correspond à l'opération de curryfication sur une catégorie monoïdale fermée (en).

## Exemple
La catégorie des groupes, Grp, est localement petite, autrement dit : pour tous groupes G et L, Hom(G,L) est un ensemble, l'ensemble des morphismes de groupes de G dans L. On va illustrer un foncteur "des groupes dans les ensembles". Soit G un groupe fixé. Le foncteur Hom covariant Hom(G,-) est un foncteur de ce type ; il associe à tout groupe L l'ensemble Hom(G,L) et à tout morphisme {\displaystyle \alpha :L\rightarrow L'} l'application {\displaystyle \varphi \rightarrow \alpha \circ \varphi } de Hom(G,L) dans Hom(G,L').

## Référence
(en) Saunders Mac Lane, Categories for the Working Mathematician [détail de l’édition]
1. ↑  Saunders Mac Lane,Garrett Birkhoff et Jean Weil, Algèbre et solutions développées des exercices : structures fondamentales, les grands théorèmes, théorie de Galois, Paris, J. Gabay, 1996 (ISBN 2-87647-138-8 et 978-2-87647-138-2, OCLC 490130463), p. 129